# Храм Святого Наума (Мальмё)
Храм Свято́го Наума (макед. Храм „Свети Наум“) — кафедральный собор Европейской епархии Македонской православной церкви, расположенный в городе Мальмё.

## История
Македонская православный приход, названный в честь в честь святителя Наума Охридского была зарегистрировала в официальных органах власти 14 января 1973 года, став первой общиной Македонской православной церкви в Западной Европе.
В январе 1973 года македонская православная община в Мальмё македонский приход в честь святого Наума Охридского.
В 2006 году было завершено строительство вместительного храма, а сам приход на 2012 год насчитывает около 4 тысяч человек.
Освящение собора состоялось 19 октября 2013 года. На 2014 года насчитывала 6000 прихожан.